# Corybantes

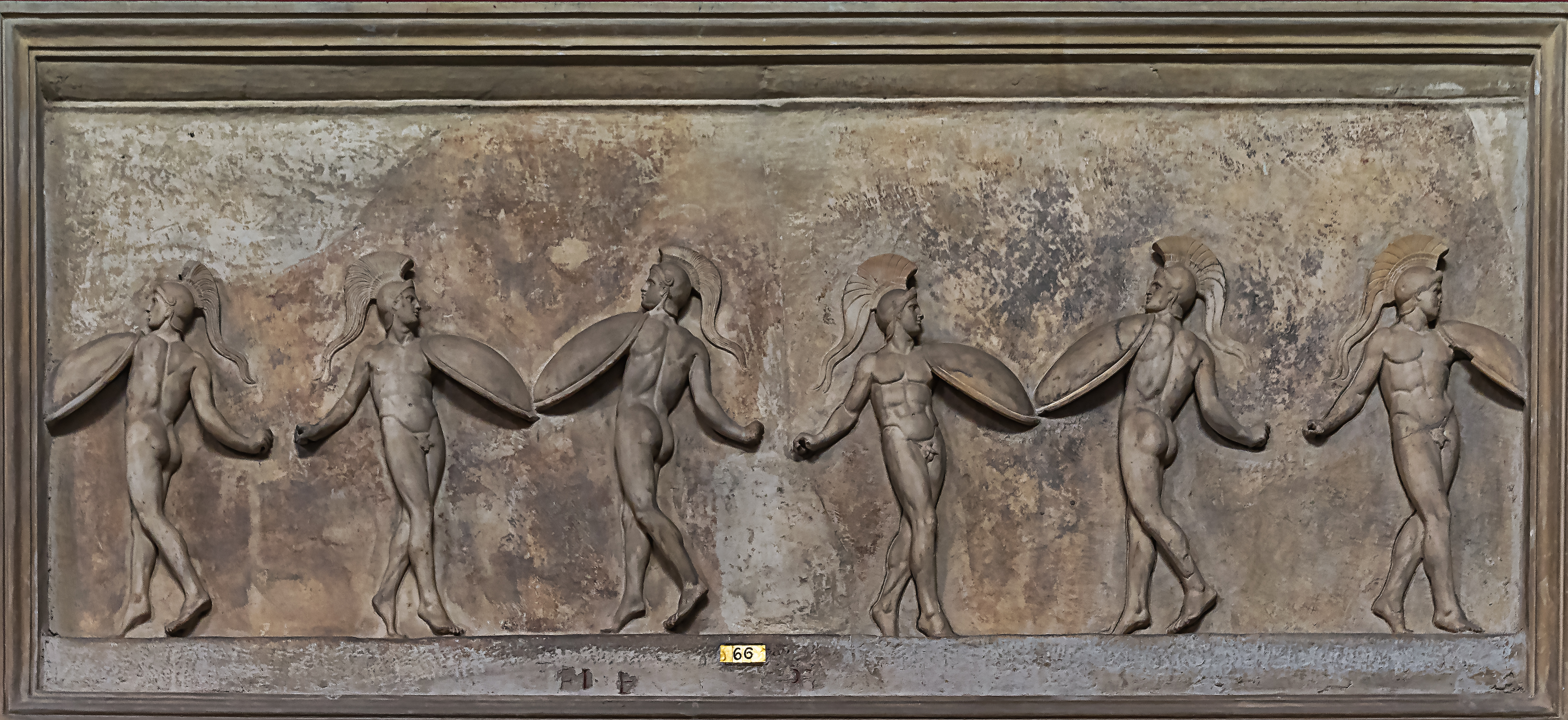
Les guerriers représentés dans le relief néo-attique exécutent une danse des armes. Cette danse consistait à frapper en rythme avec l'épée le bouclier du guerrier le plus proche. L'œuvre date de la première moitié du et est une copie d'un relief athénien plus ancien. Musées du Vatican (Inv. 321)

Dans la mythologie grecque, les Corybantes (en grec ancien : Κορύβαντες / Korúbantes), appelé Kurbantes en Phrygie, sont des danseurs coiffés d'un casque qui célèbrent le culte de la Grande Déesse phrygienne Cybèle en jouant du tambourin et en dansant. Les Corybantes sont des hommes en armure, qui suivent le rythme des tambourins, des cors, des flûtes et des cymbales, et le marquent avec leurs pieds. La danse, selon la pensée grecque, était une des activités éducatrices, comme la fabrication du vin ou la musique. La danse en armure (la « danse pyrrhique » ou simplement la « pyrrhique ») était un rituel d'initiation pour les jeunes hommes qui « arrivent à leur majorité » et était lié à la célébration d'une victoire à la guerre.

## Famille
L'ascendance des Korybantes varie selon les auteurs. Ils étaient ainsi donnés comme les descendants d'Apollon et de la Muse Thalie ou d'Apollon et de la nymphe Rhétia. Un récit atteste de la parenté avec Zeus et la Muse Calliope, ou avec Hélios et Athéna, ou enfin, avec Cronos.

## Corybantes et Courètes
Les Courètes sont, quant à eux, les neuf danseurs adorateurs de Rhéa, l'homologue crétoise de Cybèle ; Virgile confond Corybantes et Courètes.
L'helléniste français Henri Jeanmaire a montré que les Courètes aussi bien que le Zeus crétois (appelé « le plus grand kouros » dans des hymnes crétois) étaient en liaison étroite avec le passage des jeunes hommes à l'âge de virilité dans certaines villes crétoises.
Les Corybantes phrygiens ont été souvent confondus avec d'autres fraternités masculines extatiques, comme les Dactyles du mont Ida ou les Courètes crétois, divinités de la jeunesse (kouroi) qui servaient de gardiens pendant la petite enfance de Zeus. Dans le récit grec de sa naissance, le rite des lances et des boucliers qui s'entrechoquent est interprété comme servant à couvrir les cris du petit enfant-dieu et à empêcher que son père Cronos ne le découvre. Ovide dans ses Métamorphoses les fait naître de l'eau de pluie, Ouranos fertilisant Gaïa, ce qui pourrait rapprocher ce rite des Hyades des Pélasges. Selon le pseudo-Apollodore, ils sont les fils d'Apollon et de la Muse Thalie. Selon une version encore, ils sont les fils de Zeus et de la Muse Calliope.
Les Corybantes ou Courètes président aussi à la petite enfance de Dionysos, un autre dieu né bébé, et de Zagreus, un enfant crétois de Zeus. L'extase sauvage qui accompagne leur culte peut se comparer à celle des Ménades, des femmes qui suivaient Dionysos.

## Culte
Il existait plusieurs « tribus » de Corybantes, entre autres les Cabires, les Corybantes de l'Eubée et les Corybantes de Samothrace. Hoplodamos et ses géants étaient comptés au nombre des Corybantes et le Titan Anytos était considéré comme un Courète. Dans l’enthousiasme provoqué par une ivresse sans vin, par la danse et par la musique des cymbales et des tympanons, les Corybantes étaient dans un état d’extase proche de la possession. Dans Les Lois, Platon témoigne de l’intervention de « guérisseuses du mal des Corybantes » qui employaient alors une sorte de bercement.
Théophraste a écrit que les anciennes prescriptions du culte athénien avaient été copiées sur le règlement des cérémonies des Corybantes crétois.
Les rites corybantiques constituaient, selon Socrate et Platon, une activité d’hygiène sociale efficace pour le bien des participants qui les préféraient au traitement purement physique des médecines hippocratiques.

## La danse corybantique

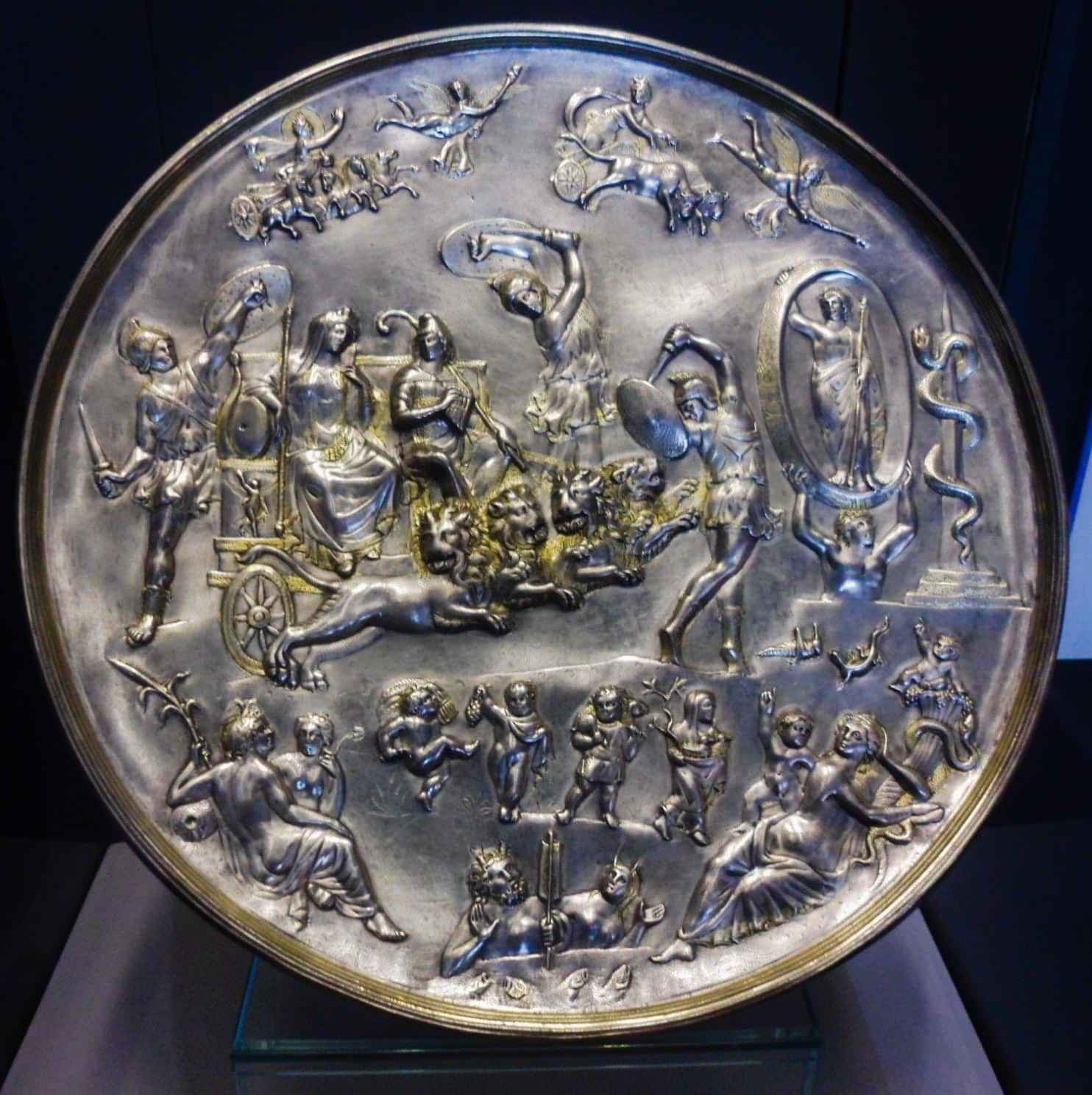
Plat de culte avec danseurs corybantes, argent, Italie, ca IVe siècle.

Sur le plan philosophique, Platon évoque la danse des corybantes à plusieurs reprises. Dans l’Ion, il fait dire par Socrate : « Comme les Corybantes ne dansent que lorsqu’ils sont hors d’eux-mêmes, ainsi les poètes lyriques ne sont pas en possession d’eux-mêmes quand ils composent ces beaux chants que l’on connaît. (…) Semblable aux Corybantes qui ne sont prompts à saisir que l’air du dieu dont ils sont possédés et qui trouvent pour accompagner cet air toutes sortes de figures et de paroles, tandis qu’ils restent insensibles aux autres airs, toi aussi, Ion, quand il est question d’Homère, tu es intarissable, mais à sec quand il est question des autres (…) ». Ces danses relèvent donc de l’inspiration de l’âme, opposable à la technè et à l’épistémè et ce passage indique clairement que non seulement les corybantes dansent mais aussi qu’ils produisent du texte. Dans l’Euthydème toujours à titre de comparaison — mais avec une information sur la formation à cette danse : « Peut-être ne vois-tu pas ce que les deux étrangers sont en train de faire autour de toi. Ils font exactement comme dans l’initiation des Corybantes, quand on organise la cérémonie de l’intronisation autour du futur initié. On procède alors à des rondes et à des jeux, comme tu dois le savoir si tu as reçu l’initiation. En ce moment ces deux hommes ne font que mener une ronde autour de toi, et comme danser en se jouant, pour t’initier ensuite. ». 
Dans le 7e livre des Lois, Platon écrit aussi : « Certaines choses nous font conjecturer que les nourrices savent par expérience combien le mouvement est bon aux enfants qu’elles élèvent, aussi bien que les femmes qui guérissent du mal des Corybantes. En effet, lorsque les enfants ont de la peine à s’endormir, que font les mères pour leur procurer le sommeil ? Elles se gardent bien de les laisser en repos, mais elles les agitent et les bercent dans leurs bras : elles ne se taisent pas non plus ; mais elles leur chantent quelque petite chanson. En un mot elles les charment et les assoupissent par le même moyen dont on se sert pour guérir les frénétiques, par un mouvement soumis aux règles de la danse et de la musique ». La danse des corybantes a donc pour but d’influencer l’âme à travers le corps.
Karin Schlapbach  conclut que « la danse corybantique s’avère donc être une image polyvalente, qui peut illustrer non seulement les effets psychologiques du mouvement physique, mais aussi l’inspiration poétique (comme dans l’Ion), un certain type de discours (comme dans l’Euthydème), ou encore la réception d’un discours, comme c’est le cas dans le Banquet, où Alcibiade dit que quand il écoute Socrate, son cœur « saute » plus que celui des Corybantes. Dans tous ces usages, l’image de la danse corybantique décrit une force véhémente associée au corps en mouvement qui domine l’âme. Cela va à l’encontre de l’idée d’une hiérarchie, voire d’une séparation claire et nette, entre l’âme et le corps, ou entre l’esprit et la matière, qui domine l’histoire du platonisme. »

## Expressions

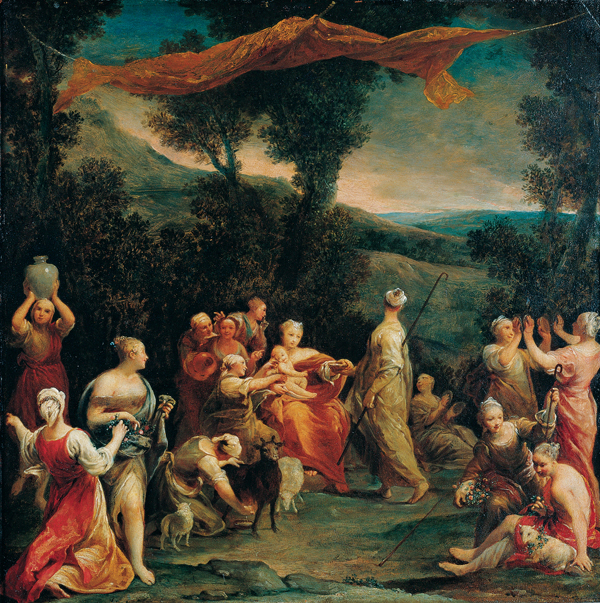
Jupiter parmi les Corybantes, peinture de Giuseppe Maria Crespi, v. 1730, musée d'art Kimbell.

« Je ne peux pas l'écouter sans que le cœur ne me batte pis qu'aux Corybantes et que ses propos ne m'arrachent des larmes » (Platon, Le Banquet, Éloge de Socrate par Alcibiade).